# Варваринский монастырь (Монтанер)
Варва́ринский монасты́рь (итал. Monastero ortodosso di Santa Barbara также Монастырь Преображения Господня и Святой Варвары итал. Monastero ortodosso della Trasfigurazione del Signore e di Santa Barbara) — единственный женский монастырь Италийской митрополии, Константинопольского патриархата, расположенный в Монтанере в Италии. Является площадкой для экуменического диалога между католиками и православными греками.

## История

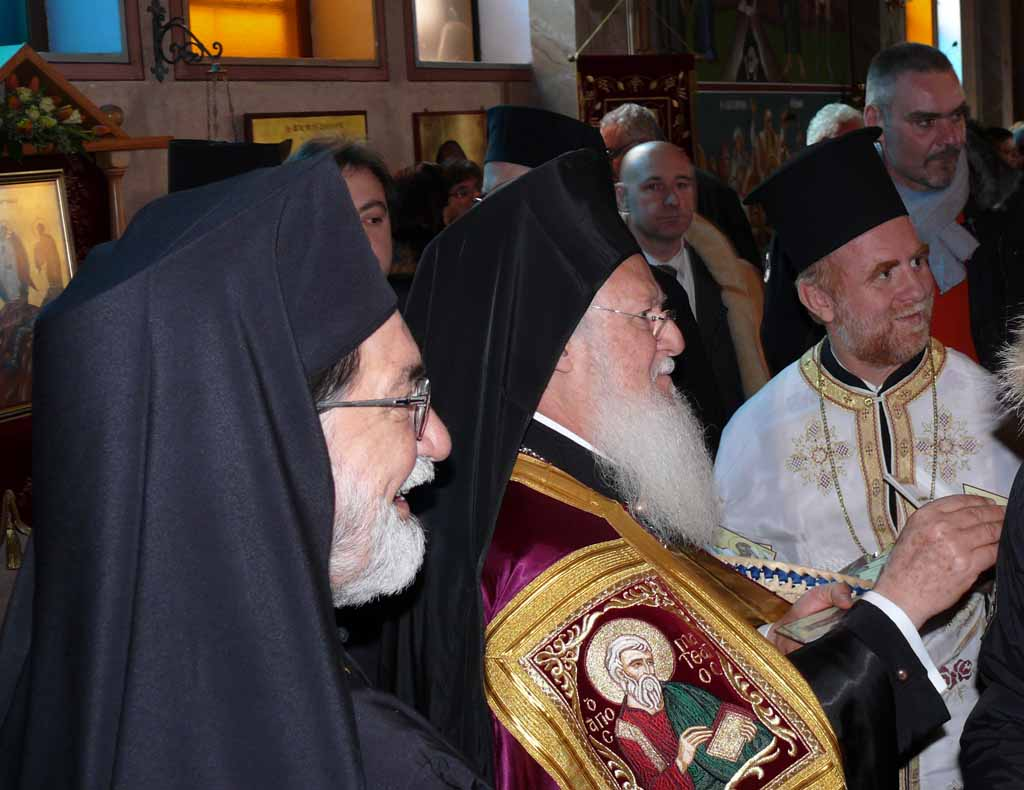
Визит патриарха Варфоломея

После произошедшего в июне 1969 года Монтанерского раскола, в городе была построена православная церковь, освящённая патриаршим экзархом Западной Европы митрополитом Сурожским Антонием (Блумом).
В 1998 году приход официально был включён в юрисдикцию Италийской митрополии Константинопольского патриархата, а в 2000 году при храме был открыт первый в Италии женский монастырь. С 2001 года священнические обязанности в обители исполняет итальянец архимандрит Афинагор (Фазиоло).
14 декабря 2013 года в монастырской церкви в результате короткого замыкания произошел пожар, в результате которого здание сильно пострадало и было снесено. В ожидании реконструкции новой церкви богослужения совершались в церкви Санта-Чечилия (Via Borgo Val), предоставленной католической общиной. Смета восстановительных работ оценивается в 500 тысяч евро из которых на начало 2019 года было собрано 150 тысяч.